# Kyle O’Reilly
Kyle Greenwood (* 1. März 1987 in Delta, British Columbia), besser bekannt unter seinen Ringnamen Kyle O’Reilly, ist ein kanadischer Wrestler. Bekannt wurde er vor allem mit seinen Auftritten bei der Wrestlingliga Ring of Honor, wo er bis Januar 2017 unter Vertrag stand. Nachdem sein Vertrag bei WWE geendet war, unterzeichnete Greenwood einen Vertrag bei All Elite Wrestling im Dezember 2021. 

## Karriere

### Extreme Canadian Championship Wrestling
Seine Anfänge machte Greenwood bei der kanadischen Wrestlingliga Extreme Canadian Championship Wrestling. Dort feierte er auch sein Debüt im Ring im Jahre 2005. Am 21. Juli 2007 gewann er seinen ersten Wrestlingtitel in seiner Karriere, als er Ice besiegte und ihm seine NWA Canadian Junior Heavyweight Championship abnahm und seine 238-tägige Titelregentschaft beendete. Den Titel verlor er nach sechs Tagen wieder an Ice. Am 18. August 2007 holte er sich den Titel von Ice zurück. Am selben Tag bekam Ice ein Rückmatch und holte sich den Titel zurück. Nachdem die NWA Canadian Junior Heavyweight Championship am 24. August 2007 nach einem Double Pinfall vakantiert wurde, wurde eine Best Of Five Series zwischen ihm und Ice um den vakanten Titel bekannt gegeben, um die Fehde zu beenden. Die Serie endete am 28. Dezember 2007, wo er Ice mit 3:2 besiegte und zum dritten Mal die NWA Canadian Junior Heavyweight Championship gewann. Den Titel verlor er am 5. Juli 2008 an Billy Suede. 2007 gewann er den Pacific Cup.
2010 verließ er die Promotion. Er kehrte 2011 und 2014 kurzzeitig zurück, um am Pacific Cup teilzunehmen. Am 14. Januar 2017 kehrte er wieder zurück um ein Match um die ECCW Championship zu bestreiten. Am 14. Januar 2017 besiegte er El Phantasmo und gewann zum ersten Mal in seiner Karriere die ECCW Championship. Sofort nach seinem Titelgewinn gab er den Titel freiwillig ab, da es für ihn unmöglich war, den Titel zukünftig zu verteidigen.

### Pro Wrestling Guerrilla (2011–2014)
Am 22. Oktober 2011 debütierte Greenwood mit seinem Tag-Team-Partner Adam Cole für Pro Wrestling Guerrilla. Mit Adam Cole fehdete er gegen die The Young Bucks (Matt and Nick Jackson) um die PWG World Tag Team Championship. Die Titel konnten sie sich allerdings nicht holen. Am 31. August 2013 gewann er die Battle Of Los Angeles, indem er im Finale Michael Elgin besiegen konnte. Am 23. Mai 2014 bei PWG Sold Our Souls For Rock 'n Roll gewann er von Adam Cole die PWG World Championship. Den Titel verlor er am 12. Dezember 2014 bei PWG Black Cole Sun an Roderick Strong.

### Ring of Honor (2009–2017)
Greenwood feierte am 13. November 2009 sein Debüt bei Ring of Honor, als er gegen Tony Kozina verlor. Vom 13. August 2011 bis zum 7. Januar 2012 bildete er mit Adam Cole das Tag Team Future Shock. Das Team löste sich auf, nachdem Greenwood ein neues mit Davey Richards, das Tag Team Team Ambition, bildete. Danach fehdete er mit Davey Richards gegen seinen ehemaligen Tag-Team-Partner Adam Cole, der mit Eddie Edwards ein Tag Team bildete.

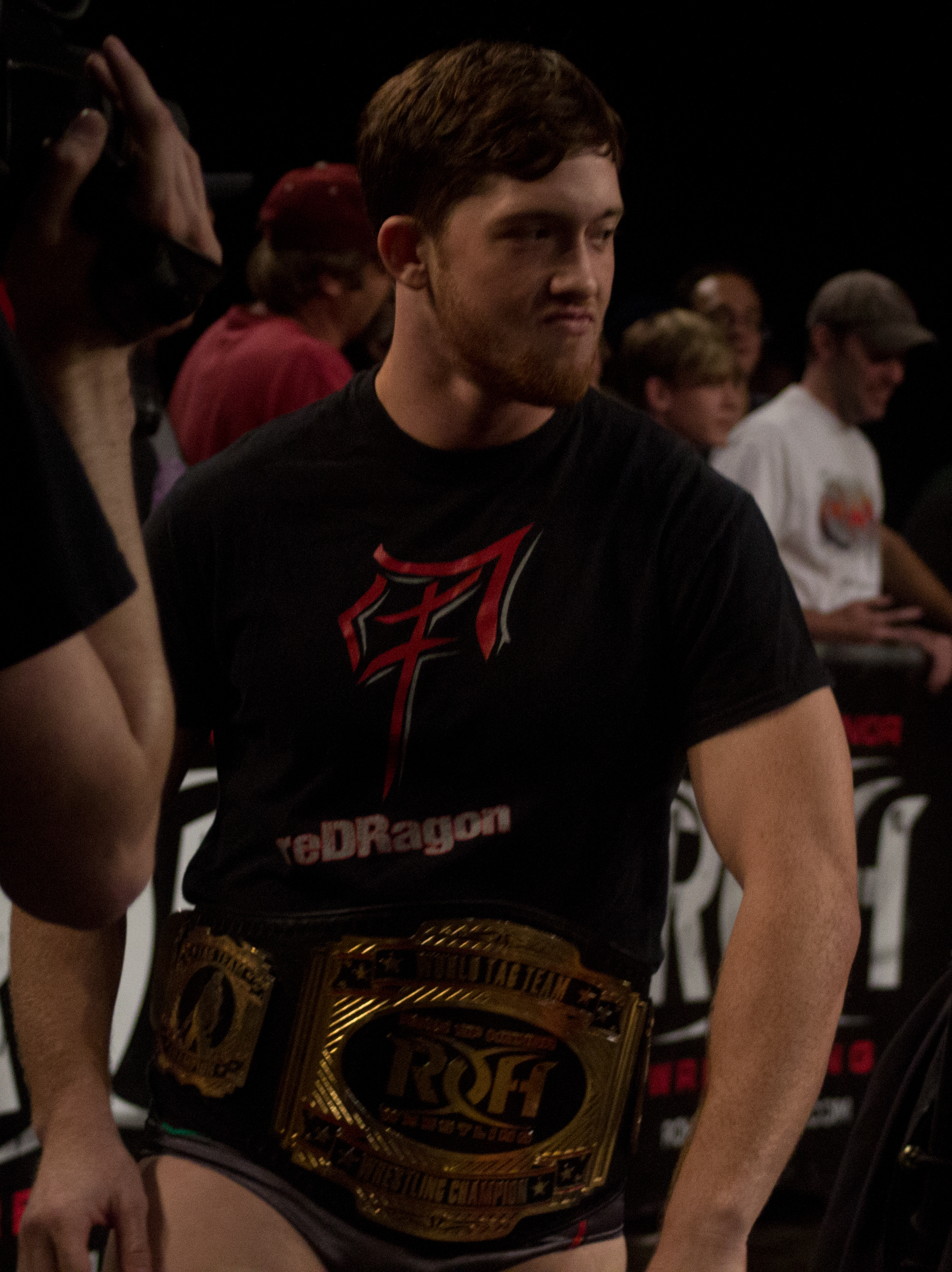
Kyle Greenwood (als Kyle O’Reilly) als ROH World Tag Team Champion.

Seit dem 3. November 2012 bildet er mit Bobby Fish das Tag Team reDRagon. Am 16. Dezember 2012 bei ROH Final Battle bestritten reDRagon ein match gegen The American Wolves (Davey Richards und Eddie Edwards), welches reDRagon verlor. Am 2. März 2013 bei ROH 11th Anniversary gewannen reDRagon von The Briscoes (Jay Briscoe & Mark Briscoe) die ROH World Tag Team Championship. Den Titel verloren sie am 27. Juli 2013 an die Forever Hooligans (Alex Koslov und Rocky Romero). Am 17. August 2013 bei ROH Manhattan Mayhem V konnten sich reDRagon zum zweiten Mal die ROH World Tag Team Championship sichern, nachdem sie The American Wolves besiegen konnten. Am 8. August 2014 verloren sie den Titel an die Young Bucks (Matt Jackson und Nick Jackson). Am 17. Mai 2014 konnten sich reDRagon gegen die Young Bucks revanchieren und gewannen zum dritten Mal die ROH World Tag Team Championship. Den Titel verloren sie am 4. April 2015 an The Addiction (Christopher Daniels und Frankie Kazarian). Am 22. November 2014 gewannen reDRagon das Tag Wars Tournament.
Am 12. Dezember 2016 bei ROH Final Battle besiegte Greenwood Adam Cole und gewann somit zum ersten Mal in seiner Karriere die ROH World Championship. Den Titel verlor er am 4. Januar 2017 bei dem New Japan Pro-Wrestling-PPV NJPW Wrestle Kingdom 11 In Tokyo Dome wieder an Adam Cole.

### New Japan Pro Wrestling (2014–2017)

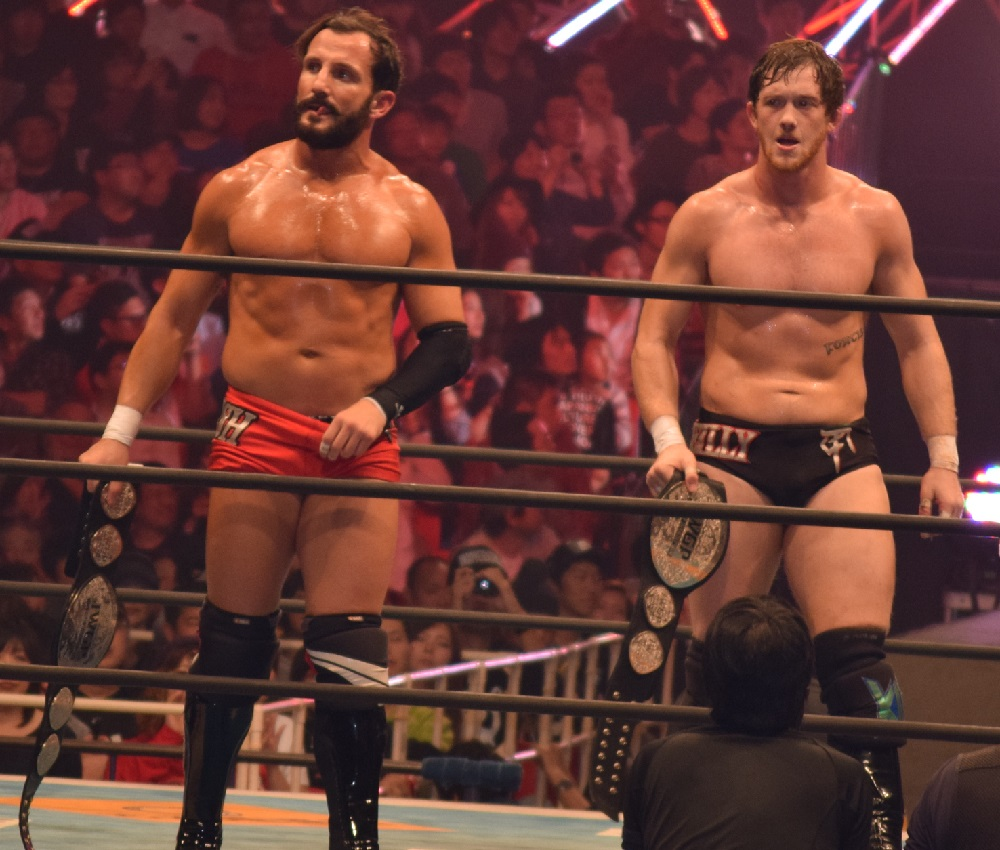
reDRagon, Bobby Fish (links) und Kyle O’Reilly (rechts), mit den IWGP Junior Heavyweight Tag Team Champions

Am 25. Oktober gewann Greenwood mit seinem Tag-Team-Partner Bobby Fish das Super Jr. Tag Tournament, indem sie im Finale die Young Bucks besiegen konnten. Am 8. August 2014 bei NJPW Power Struggle besiegten reDRagon die Time Splitters (Alex Shelley & KUSHIDA) und gewannen zum ersten Mal die IWGP Junior Heavyweight Tag Team Champion. Am 11. Februar 2015 verloren sie den Titel an die Young Bucks, nach einem Three Way Match, in dem auch die Time Splitters involviert waren. Am 16. August 2015 besiegten sie die Young Bucks und sicherten sich zum zweiten Mal die IWGP Junior Heavyweight Tag Team Champion. Den Titel verloren sie am 4. Januar 2016 bei NJPW Wrestle Kingdom 10 In Tokyo Dome wieder an die Young Bucks in einem Four Way Match, in dem auch Roppongi Vice (Beretta und Rocky Romero) und Matt Sydal und Ricochet involviert waren. Er gab am 2. August 2017 sein Debüt bei NXT, wo er Aleister Black unterlag.

### World Wrestling Entertainment (2017–2021)
Am 17. Juli 2017 gab Greenwood sein Debüt bei NXT, der Aufbauliga der WWE, wo er Aleister Black unterlag. Diese Ausgabe wurde am 2. August 2017 ausgestrahlt, womit er auch sein Fernsehdebüt gab.
Am 19. August 2017 bei NXT TakeOver: Brooklyn III attackierte er mit Bobby Fish, seinem Tag Team-Partner die NXT Tag Team Champions Sanity (Alexander Wolfe, Eric Young und Killian Dain) und deren Herausforderer The Authors of Pain (Akam und Rezar). Später am selben Abend, attackierten die beiden gemeinsam mit Adam Cole den NXT Champion Drew McIntyre. Seitdem bilden sie das Stable The Undisputed Era.
Am 19. November 2017 bei NXT TakeOver: WarGames bestritten The Undisputed Era gegen Sanity und The Authors of Pain & Roderick Strong das erste War Games-Match seit 17 Jahren in der WWE, in welchem sie siegreich waren.
Bei der NXT-Ausgabe vom 20. Dezember 2017, welche am 29. November 2017 aufgezeichnet wurde, gewannen er und sein Stable-Kollege Bobby Fish von Sanity die NXT Tag Team Championship. Diese Regentschaft hielt 202 Tage und verloren die Titel dann schlussendlich an Tyler Bate & Trent Seven am 19. Juni 2018 bei WWE United Kingdom Championship Tournament. Jedoch konnten sie sich die Titel 2 Tage später zurück erringen. Diese Regentschaft hielt dann nochmal 219 Tage und verloren die Titel dann an The Viking Raiders Erik und Ivar am 26. Januar 2019 bei NXT Takeover: Phoenix. Am 1. Juni 2019 bestritt Reilly zusammen mit seinem Partner Bobby Fish ein Fatal Four Way Tag Team Ladder Match bei NXT TakeOver: XXV um die vakanten NXT Tag Team Championship Titel an dem auch The Street Profits Angelo Dawkins & Montez Ford, The Forgotten Sons Wesley Blake & Steve Cutler sowie Oney Lorcan & Danny Burch beteiligt waren, dieses Match konnten sie jedoch nicht gewinnen. Am 15. August 2019 gewann er zusammen mit Bobby Fish die NXT Tag Team Championship von The Street Profits Angelo Dawkins & Montez Ford.
Am 23. November 2019 bestritt er zusammen mit seinen Undisputed ERA Kollegen bei NXT TakeOver: WarGames III ein War Games Match gegen Tommaso Ciampa, Keith Lee, Dominik Dijakovic und Kevin Owens. Dieses Match verlor er. Am 24. November 2019 bestritt er bei WWE Survivor Series zusammen mit seinem Tag-Team-Partner Bobby Fish ein Triple Threat Tag Team Match gegen The Viking Raiders Erik & Ivar und The New Day Kofi Kingston & Big E. Dieses Match verlor er. Am 16. Februar 2020 verloren sie die NXT Tag Team Championship gegen The Broserweights Pete Dunne und Matt Riddle.
Bei NXT TakeOver: WarGames IV am 6. Dezember 2020, bestritt er zusammen mit seinen Undisputed Era Kollegen ein War Games-Match, dieses gewannen sie. Am 8. April 2021 bestritt er bei NXT TakeOver: Stand and Deliver ein Unsanctioned Match gegen Cole, dieses konnte er gewinnen. Dies führte zu weiteren Matches zwischen beiden, das Finale Match, fand am 22. August 2021 bei NXT TakeOver: 36 statt, dieses gewann er. Am 10. Dezember 2021 lief sein Vertrag bei WWE aus und verlängerte diesen nicht.

### All Elite Wrestling (2021 bis heute)
In der Promotion All Elite Wrestling (AEW) debütierte Kyle O’Reilly bei AEW Dynamite Holiday Bash am 22. Dezember 2021, wo er in ein Match zwischen Adam Cole und Orange Cassidy eingriff und seinem ehemaligen Weggefährten Cole zum Sieg verhalf. Nach seinem Debüt bestätigte AEW-Präsident Tony Khan, dass O’Reilly einen Vertrag mit der Promotion unterzeichnet hatte. O’Reilly vereinte sich umgehend mit seinen früheren Kollegen Adam Cole und Bobby Fish, mit denen er zuvor bei WWE in der Gruppierung The Undisputed Era aktiv war. Mit Bobby Fish bildete er erneut das Tag Team reDRagon, und die drei Wrestler wurden später Teil der größeren Fraktion The Undisputed Elite zusammen mit The Young Bucks. In seiner frühen Zeit bei AEW konnte O’Reilly auch als Einzelwrestler Erfolge verbuchen, darunter einen Sieg über Jungle Boy, der ihn für das Owen Hart Foundation Tournament qualifizierte, und einen Pay-per-View-Sieg gegen Darby Allin. Im Juni 2022 gewann er eine Casino Battle Royale und erhielt eine Titelchance gegen Jon Moxley, den er jedoch nicht besiegen konnte.
O’Reillys aktive Karriere wurde am 6. August 2022 unterbrochen, als er sich nach einem Match gegen Jon Moxley einer Nackenversteifungsoperation unterziehen musste, die ihn für etwa 18 Monate außer Gefecht setzte. Sein Comeback feierte der Kanadier bei der Pay-per-View-Veranstaltung AEW Revolution am 3. März 2024, wo er in eine Storyline mit der in seiner Abwesenheit gebildeten Gruppierung The Undisputed Kingdom um Adam Cole und Roderick Strong eingebunden wurde. Im Juni 2024 trat O’Reilly in einem viel beachteten Match gegen den technisch versierten Briten Zack Sabre Jr. an.
In den folgenden Monaten etablierte sich O’Reilly als festes Mitglied der nun als „The Paragon“ bezeichneten Gruppierung mit Cole und Strong, mit denen er unter anderem im Februar 2025 einen Sieg gegen Daniel Garcia und das Tag Team FTR (Dax Harwood und Cash Wheeler) erringen konnte. Die Gruppe blieb bis zum Frühjahr 2025 eine der prominenten Fraktionen in All Elite Wrestling, wie ein Auftritt bei der Sendung AEW Dynamite vom 23. April 2025 bestätigte. Kyle O’Reillys Involvement mit Wheeler Yuta und der „Pure Wrestling Initiative“ seit April 2025 zeigte sich in einer kompetitiven Dynamik, die technisches Wrestling in den Fokus rückte. Die Initiative, welche klassische Ring-of-Honor-Regeln wie begrenzte Seilbreaks und das Verbot geschlossener Faustschläge in AEW-Matches integrierte, bildete den Rahmen für mehrere Begegnungen zwischen O’Reilly und Yuta.

## Erfolge

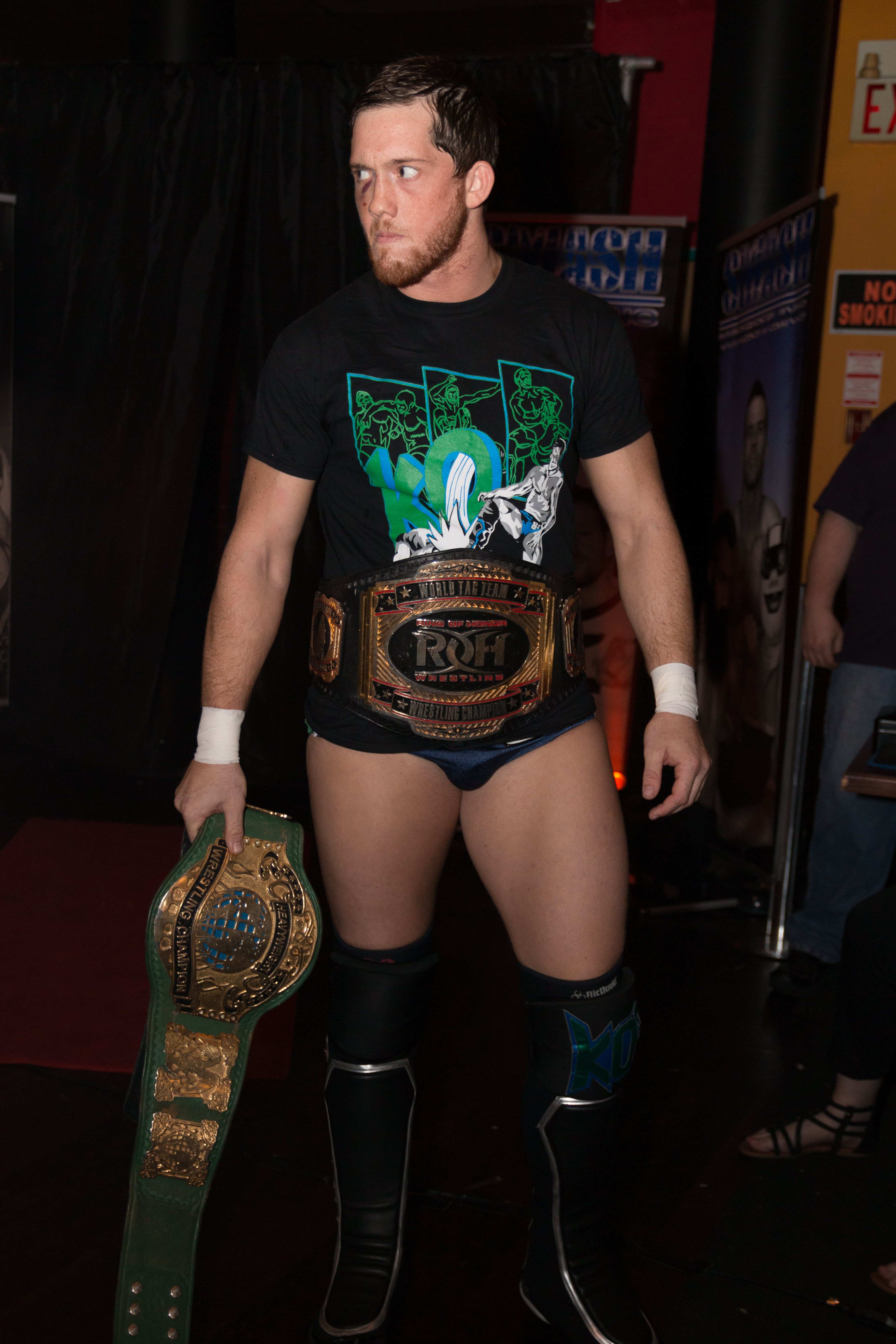
Greenwood (als Kyle O’Reilly) mit der ROH World Tag Team Championship und der PWG World Championship.

### Titel
- Elite Canadian Championship Wrestling/NWA: Extreme Canadian Championship Wrestling
  - 1× ECCW Championship
  - 3× NWA Canadian Junior Heavyweight Championship
  - Pacific Cup Sieger 2007

- High Risk Wrestling
  - 1× HRW Tag Team Championship (mit Bobby Fish)

- New Japan Pro-Wrestling
  - 2× IWGP Junior Heavyweight Tag Team Championship (mit Bobby Fish)
  - Super Jr. Tag Tournament Sieger 2014 (mit Bobby Fish)

- Pro Wrestling Guerrilla
  - 1× PWG World Championship
  - Battle of Los Angeles Sieger 2013

- Pro Wrestling Prestige
  - 1× PWP Tag Team Championship (mit Davey Richards)

- Ring of Honor
  - 1× ROH World Championship
  - 3× ROH World Tag Team Championship (mit Bobby Fish)
  - Tag Wars Tournament Sieger 2014 (mit Bobby Fish)

- World Wrestling Entertainment
  - 3× NXT Tag Team Championship (2× mit Bobby Fish und 1× mit Roderick Strong)
  - 1× Dusty Rhodes Tag Team Classic (2018) (mit Adam Cole)